# ريما يوسف
ريما يوسف هي مغنية وكاتبة أغاني لبنانية. اشتهرت بعملها في الإمارات العربية المتحدة. وُلدت في ساحل العاج، لكنها انتقلت إلى لبنان في سن مبكرة. بدأت يوسف مسيرتها الموسيقية في سن مبكرة، فغنّت في المدرسة وعلى التلفزيون. ثم التحقت لاحقًا بأكاديمية موسيقية. اشتهرت أيضًا بأغنيتها المنفردة "مغيرني"، وهي أغنية غنائية بلمسة عصرية.